# Biologicals (Zeitschrift)
Biologicals ist eine wissenschaftliche Fachzeitschrift, die vom Elsevier-Verlag im Auftrag der International Alliance for Biological Standardization veröffentlicht wird. Die Zeitschrift wurde 1973 unter dem Namen Journal of Biological Standardization gegründet. Im Jahr 1990 wurde der Name in Biologicals geändert. Die Zeitschrift erscheint mit sechs Ausgaben im Jahr. Es werden Arbeiten veröffentlicht, die sich mit dem Einsatz von Biologicals in der Human- und Veterinärmedizin beschäftigen.
Der Impact Factor lag im Jahr 2014 bei 1,209. Nach der Statistik des ISI Web of Knowledge wird das Journal mit diesem Impact Factor in der Kategorie Pharmakologie und Pharmazie an 203. Stelle von 254 Zeitschriften, in der Kategorie biochemische Forschungsmethoden an 69. Stelle von 79 Zeitschriften und in der Kategorie Biotechnologie und angewandte Mikrobiologie an 122. Stelle von 162 Zeitschriften geführt.